# دراواتاماشی
دراواتاماشی (به مجاری:  Drávatamási) یک منطقهٔ مسکونی در مجارستان است که در ناحیه بارچ واقع شده‌است. دراواتاماشی ۸٫۴۵ کیلومتر مربع مساحت دارد.